# Müncz György
Müncz György (Budapest. 1929. február 14. – Budapest, 2005. január 24.) magyar nemzetközi labdarúgó-játékvezető.
Labdarúgó játékvezetők közül Európában kevesek rendelkeznek más sportágakban is országos minősítésű játékvezetői vizsgával. A másik kedvenc sportága a jégkorong, melyben 1968-ig az első osztályban tevékenykedett . 1964-től nemzetközi játékvezető lett. 1964-ben részt vett a Ljubljanai VB-n is. A téli labdarúgó szünetben sorra járta a jégpályákat, hogy segítse a sportszerű játék feltételeinek betartását, betartatását. Magyarországon Kaposi Sándor, korábbi nemzetközi labdarúgó játékvezető kézilabdában tevékenykedett a legmagasabb osztályban.

## Pályafutása

### Labdarúgóként
16 évesen az Munkás Testedző Egyesület (MTE) igazolt játékosa, majd szervezői ambícióját megmutatva egyben a csapat intézője lett. 1947-ben nagy reményekkel került az MTK-hoz, ahol az ifjúsági csapatban bontogatta képességeit. 1948-ban már az Újpesti Dózsa ifjúsági csapatát és a felnőtt tartalékot erősítette. Rendszeres játéklehetőség miatt a Gödöllői Dózsába igazolt. Katonaként a Kelenföldi Honvédnál focizott, leszerelés után az Újpesti Cérna játékosa lett. 1955-ben sok társához hasonlóan megsérült, (kiújuló bokasérülés) ami a labdarúgó pályafutásának végét jelentette.

### Labdarúgó-játékvezetőként

#### Nemzeti játékvezetés
A játékvezetésből aktív játékosként 1951-ben vizsgázott.  A játékvezetői hiány miatt "Vörös Taki" az Újpest segédedzője őt jelölte ki a játékvezetői tanfolyam elvégzésére. 1953-ban a BLSZ 1. osztályában fújta a sípot. 1956. év elejétől utánpótlás keretbe került.
1957-ben NB II-es, országos játékvezető lett. 1961-ben bemutatkozhatott az NB I-ben. Foglalkoztatására jellemző, hogy az 1970-es bajnoki idényben Zsolt István társaságában 7 mérkőzést, 1975/1976-osban Petri Sándor társaságában 17-et, az 1976/1977-esben 21találkozót vezethetett. Az aktív nemzeti játékvezetéstől 1977-ben vonult vissza. NB. II-es mérkőzéseinek szám: 23. NB. I-es mérkőzéseinek száma: 193.
| Időpont            | Helyszín                  | Mérkőzés típusa          | Mérkőzés                          | Partbírók                  | Eredmény |
| ------------------ | ------------------------- | ------------------------ | --------------------------------- | -------------------------- | -------- |
| 1961. december 3.  | Városi Stadion, Tatabánya | első NB. I-es mérkőzés   | Tatabányai Bányász–Komlói Bányász | Major István/Kővári József | 3 – 2    |
| 1977. december 26. | Városi Stadion, Tatabánya | utolsó NB. I-es mérkőzés | Tatabányai Bányász–SZEOL          | Müncz Tibor                | 0 – 3    |

#### Nemzetközi játékvezetés
A Magyar Labdarúgó-szövetség Játékvezető Bizottsága (JB) terjesztette fel nemzetközi játékvezetőnek, a Nemzetközi Labdarúgó-szövetség (FIFA) 1969-től tartotta nyilván bírói keretében. Több nemzetek közötti válogatott és klubmérkőzést vezetett, vagy működő társának partbíróként segített. A magyar nemzetközi játékvezetők rangsorában, a világbajnokság-Európa-bajnokság sorrendjében többedmagával a 20. helyet foglalja el 1 találkozó szolgálatával. Az aktív nemzetközi játékvezetéstől 1977-ben búcsúzott. Válogatott mérkőzéseinek száma: 4.

##### Világbajnokság
A világbajnoki döntőhöz vezető úton Argentínába a XI., az 1978-as labdarúgó-világbajnokságra a FIFA JB bíróként alkalmazta.

###### Selejtező mérkőzés
| Időpont           | Helyszín                       | Mérkőzés típusa           | Mérkőzés             | Eredmény | Nézők száma |
| ----------------- | ------------------------------ | ------------------------- | -------------------- | -------- | ----------- |
| 1976. október 31. | Dziesięciolecia Stadion, Varsó | előselejtező (1. csoport) | Lengyelország–Ciprus | 5 – 0    | 60 000      |

## Sportvezetői pályafutása
A megalakult Budapesti Labdarúgó-szövetség (BLSZ) fegyelmi bizottságának tagja, mint előadó és jegyző. Aktív pályafutását befejezve az MLSZ JB, majd 1990-től Játékvezető Testület (JT) szakmai munkájában tevékenykedett, fő területe a játékvezetők ellenőrzése volt.

## Írásai
A havonta megjelenő Játékvezető című sportlap egyik szerkesztője, több cikk, összefoglalt értőkelő, szabálymagyarázat kapcsolódik a nevéhez.

## Magyar vonatkozás
| Időpont         | Helyszín                   | Mérkőzés típusa     | Mérkőzés             | Eredmény | Nézők száma |
| --------------- | -------------------------- | ------------------- | -------------------- | -------- | ----------- |
| 1964. május 20. | Széktói Stadion, Kecskemét | válogatott mérkőzés | Magyarország–Románia | 0 – 0    | 12 000      |

## Külső hivatkozások
- Müncz György. World Referee. [2012. május 12-i dátummal az eredetiből archiválva]. (Hozzáférés: 2013. július 17.)
- Müncz György. footballzz.com. (Hozzáférés: 2013. július 17.)
- Müncz György. footballdatabase.eu. (Hozzáférés: 2013. július 17.)
- Müncz György. scoreshelf.com. [2015. szeptember 26-i dátummal az eredetiből archiválva]. (Hozzáférés: 2013. július 17.)
- Müncz György. eu-football.info. (Hozzáférés: 2013. július 17.)
- Müncz György. focibiro.hu (Hozzáférés: 2020. november 28)